# 戴建駅
戴建駅（テゴンえき、朝鮮語: 대건역）は、朝鮮民主主義人民共和国平安南道順川市にある駅で、戴建線と直洞炭鉱線と殷山線と慕鶴線に属する。

## 隣の駅
戴建線
新蓮浦駅 - 戴建駅 - 甑山里駅
直洞炭鉱線
戴建駅 - 富山里駅
殷山線
鶴山駅 -戴建駅
慕鶴線
戴建駅 - 慕鶴駅